# Eupithecia maeoticaria
Eupithecia maeoticaria är en fjärilsart som beskrevs av Bohatsch 1893. Eupithecia maeoticaria ingår i släktet Eupithecia och familjen mätare. Inga underarter finns listade i Catalogue of Life.